# Zaprešić Boys
Zaprešić Boys (рус. — «За́прешич Бойз»; в переводе с хорв. — «Парни из Запрешича») основанная в 2005 году хорватская полупрофессиональная фанатская музыкальная группа из города Запрешич, которая посвящает большую часть своих песен футбольной команде клуба «Динамо» (Загреб) и сборной Хорватии по футболу.
Оказавшиеся однажды ради шутки у микрофона, уличные парни-фанаты получили признание по всей Хорватии, что отмечено рядом наград.
Все пять участников группы — активные болельщики с более чем 20-летним стажем, как на стадионах Хорватии во время матчей национального первенства, так и за рубежом на международных кубках, чемпионатах Европы и мира. Их повседневная профессиональная деятельность (кроме продюсера Бояна Шаламона) никак не связана с музыкой и участие в музыкальном проекте происходит в свободное от работы время.
На счету у группы нет альбомов, большинство песен приурочено к европейским и мировым футбольным первенствам.

## История

### Предыстория (1990-е — 2005)

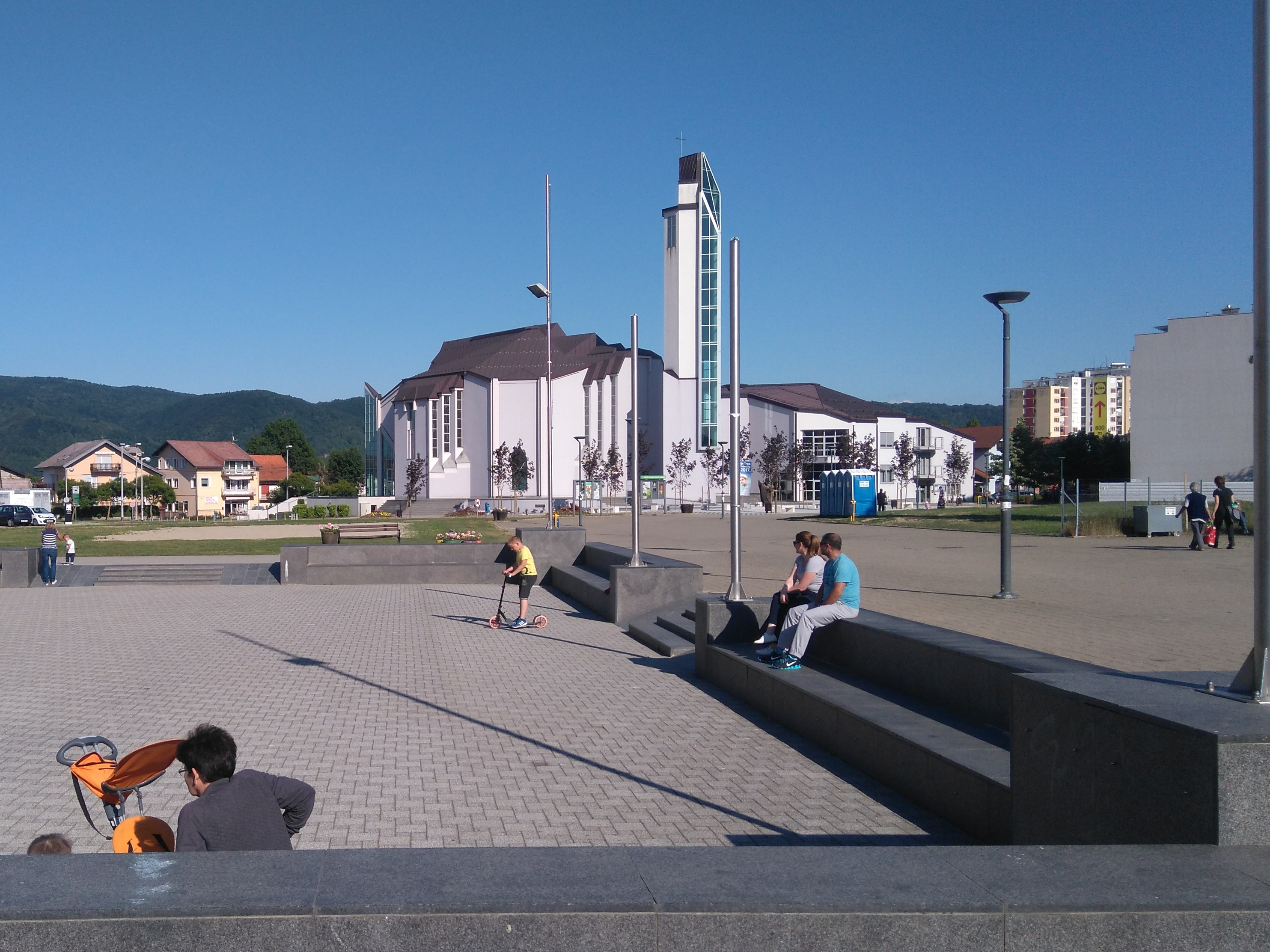
Запрешич, площадь Иоанна Павла II

В начале 1990-х годов будущие Zaprešić Boys были группой подростков, по большей части являющихся друзьями и ведущих активную фанатскую жизнь. Благодаря многолетней «стажировке» на трибунах, в начале 2000-х годов команда болельщиков из Запрешича обрела известность на стадионах по всей Хорватии и за её пределами, что нелегко достигается в фан-мире.
В то время один из членов команды сочинял песни-кричалки для трибун, которые поют сегодня новые поколения поклонников.

### Начало творчества (2005—2009)
Попадание в музыкальный мир было довольно случайным. В 2005 году, вернувшись с очередного матча, команда оказалась в одной из музыкальных студий в Запрешиче, тогдашней базе группы Connect, где также находился её продюсер Боян Шаламон (хорв. Bojan Šalamon), который и по сей день остаётся одним из членов коллектива. Друзья спонтанно записали свою первую студийную фанатскую сессию.
Как позже скажет Шаламон, возникла идея создать музыкальный проект, в котором можно было бы культуру хип-хопа объединить с культурой футбольных болельщиков, и результат пробной сессии обнадёжил.. Как следствие, в том же году в сотрудничестве с группой Connect была создана, посвящённая любимому клубу «Динамо» (Загреб), их первая песня — «Boja mojih vena» («Цвет моих вен»). Песня была хорошо принята местными поклонниками Динамо, был снят и первый клип. 
Участники коллектива задумались о том, чтобы записать ещё одну песню и выйти с ней на национальный уровень, тем более, что скоро должен был начаться Чемпионат мира по футболу 2006 года в Германии. Как результат, в том же году в сотрудничестве с рэп-исполнителем Nered (Marko Lasić) появилось знаменитое «Srce vatreno» («Пламенное сердце»), ставшее их заглавным хитом и наиболее узнаваемой песней. Это была песня, которая буквально поднимала на ноги болельщиков сборной страны, как в самой Хорватии, так и за рубежом.
В 2008 году ребята вернулись к работе с группой Connect, чтобы создать песню «Samo je jedno» («Только вместе»), посвящённую сборной Хорватии по футболу, целью которой была идея вдохновить футболистов во время Чемпионата Европы 2008 года, проводившегося в Австрии и Швейцарии. По сей день она остаётся одной из знаковых песен Zaprešić Boys, и она же является поворотным моментом в музыкальном творчестве группы, так как коллектив задумался о собственном музыкальном пути.
Хотя 2009 год ознаменовался сотрудничеством с рэпером Shorty, в альбом которого вошла их совместная песня «Molitva i zakletva» («Молитва и клятва»), группа решила в дальнейшем писать песни исключительно с аутентичным «стадионным» вокалом и перейти к самостоятельной карьере. 
В этот период участники группы не только выступали соисполнителями, но и являлись авторами припевов всех песен.

### Самостоятельное творчество (2009 — настоящее время)
В 2009 году первой песней, которую они исполнили в качестве самостоятельного коллектива, стала «Duša moga grada» («Душа моего города»), которую они посвятили любимому Загребу на день города (Запрешич — западный пригород хорватской столицы). Именно эту композицию Zaprešić Boys считают своей любимой песней и именно с неё группа отказывается от сотрудничества с хорватской сценой хип-хопа и переходит к независимому творчеству.
В 2012 году появляется первая посвящённая хорватской сборной по футболу песня в самостоятельном исполнении группы, в тексте которой эмоции и любовь к сборной страны идентичны любви к Хорватскому государству. Эта песня, получившая название «U porazu i pobjedi» («В поражении и в победе»), была приурочена к Чемпионату Европы по футболу в Польше и Украине, проходившем в 2012 году.
В 2013 году выходит новый сингл «Opijen tribinama» («Опьянён трибунами») — перед отборочным матчем с Сербией.
Я и сегодня помню отца, хотя давно это было,
Когда на стадионе он сажал меня себе на колено.
Там впервые я услышал:
Люблю тебя, Хорватия!
С тех пор я знаю ответ на этот вопрос.
Легче всего, когда меня спрашивают:
Насколько и как крепко я её люблю?
Это было бы только одно слово —
«Неописуемо»!
I danas pamtim oca davno je to bilo
Kad me na stadionu stavio u krilo
Tamo prvi put čuo sam
Volim te Hrvatsko!
Na pitanje ovo od tada odgovor znam
Najlakše je kad pitaju me
Koliko i kako ja nju volim jako
Samo jedna riječ bi bila to
Neopisivo!
Перед Чемпионатом мира 2014 года в Бразилии была выпущена песня «Neopisivo» («Неописуемо»), которая побила все рекорды в социальных сетях, видео и телевизионной рекламе.
Евро-2016 во Франции был отмечен синглом «Pratim Put» («Следую путём»), который подчеркнул их преданность Хорватии.
Последний крупный мировой чемпионат — Чемпионат мира по футболу 2018 года, проводившийся в России, ознаменовался песней «Igraj moja Hrvatska» («Играй, моя Хорватия»), собравший за короткое время миллионы просмотров на YouTube и поднявшийся на вершину списка HR40. Не последнюю роль в этом сыграло первое за 20 лет успешное выступление на первенстве хорватской национальной футбольной сборной.
Благодаря голосам зрителей, песня «Igraj moja Hrvatska» была номинирована на звание хита в сентябре 2018 года и победила в финале «Cesarica» за престижную премию зрительских симпатий в 2018 году. Zaprešić Boys также получили награду ежедневной газеты «Jutarnji list» «Zlatni studio» в категории «Группа года», 2018 год.
Тогда же Zaprešić Boys, являясь соавторами песни Shorty «Tako se voli», приняли участие в её исполнении в составе супергруппы, в которую вошли: Nered, Connect, Нина Бадрич, Ванна, Индира Левак, Жа Жа, Антония Дора Плешко, Нено Белан, Жак Хоудек, Перо Галич. Песня была записана по случаю успешного выступления хорватской футбольной команды на ЧМ-2018 в России.
В 2019 году — своеобразном межсезонье, так как ближайший чемпионат Евро-2020 должен был состояться только через год — группа отходит от побудительных мотивов, стремления воодушевить болельщиков и команду и выпускает песню «Za ekipu» («За команду!»). В ней впервые использован шуточный контекст, что особенно подчёркнуто в снятом на неё клипе. В видео воссоздана атмосфера среди фанатов после победного матча: песни, братание, обилие пива.

## Творчество

### О своём месте в хорватском шоу-бизнесе

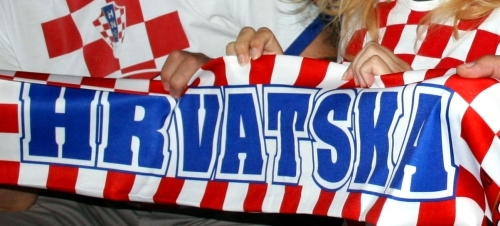
Шарф болельщика Сборной Хорватии по футболу

Участники группы чётко отдают себе отчёт, какую нишу они занимают на песенной сцене, и учитывая резко возросший интерес к футболу и желание других хорватских исполнителей заработать на культе национальной сборной, называют произведения последних лишь «попытками». 
Секрет своего успеха они видят в том, что их «стихи действительно прожиты», то есть эмоции честны и живы, что отличает коллектив от песен других авторов и исполнителей. И потому по словам участников у них «нет желания присоединиться к «хорватскому клубу знаменитостей». Более того, «…от этих слов просто волосы на голове дыбом становятся».

### Стиль и исполнение
Музыкальные стили группы: поп, хип-хоп.
В своих песнях, как и в снятых на них клипах, группа стремится максимально воссоздать атмосферу переполненного стадиона во время напряжённого матча и объединённых одной общей страстью футбольных фанатов. В связи с этим группа активно использует, особенно в припевах, хоровые партии, задействуя для бэк-вокала непрофессиональные в певческом плане мужские голоса обычных болельщиков.
При этом отчётливое «непопадание в ноты», недопустимое в профессиональной певческой среде, в случае с Zaprešić Boys служит одной из их отличительных черт и имеет обратный эффект, так как создаёт ощущение натуральности и неподдельности эмоций рядового болельщика, благодаря чему песни принимаются публикой очень тепло, как свои, так как близки чувствам страстных поклонников «Динамо» и хорватской сборной.
Вместе с тем, начиная с 2012 года («U porazu i pobjedi») аранжировки группы резко прибавили в классе, что создало уникальный синтез качественного звучания и исполнительской «болельщической» аутентичности. Группу стали приглашать на публичные выступления.

### Выступления и концертная деятельность
Поскольку Zaprešić Boys не является типичной в плане шоу-бизнеса музыкальной группой (отсутствие альбомов, песни выходят в по одной в год и приурочены к крупным международным футбольным первенствам, большинство участников — любители и профессионально большую часть времени заняты каждый в своей сфере), её выступления долгое время не носили коммерческого характера в общепринятом понимании и были приурочены к различным значимым общественным событиям в Хорватии, отличаясь больше гуманитарным характером.
28 мая 2018 года по случаю Дня Вооружённых сил, группа выступила с курсантами Вооружённых сил Хорватии и оркестром Вооружённых сил Хорватии с песней «Neopisivo». 13 июля того же года по случаю торжественной присяги 13-го выпуска полицейского училища им. Йосипа Йовича они исполнили свои лучшие хиты, подбодрив кадетов в конце обучения.

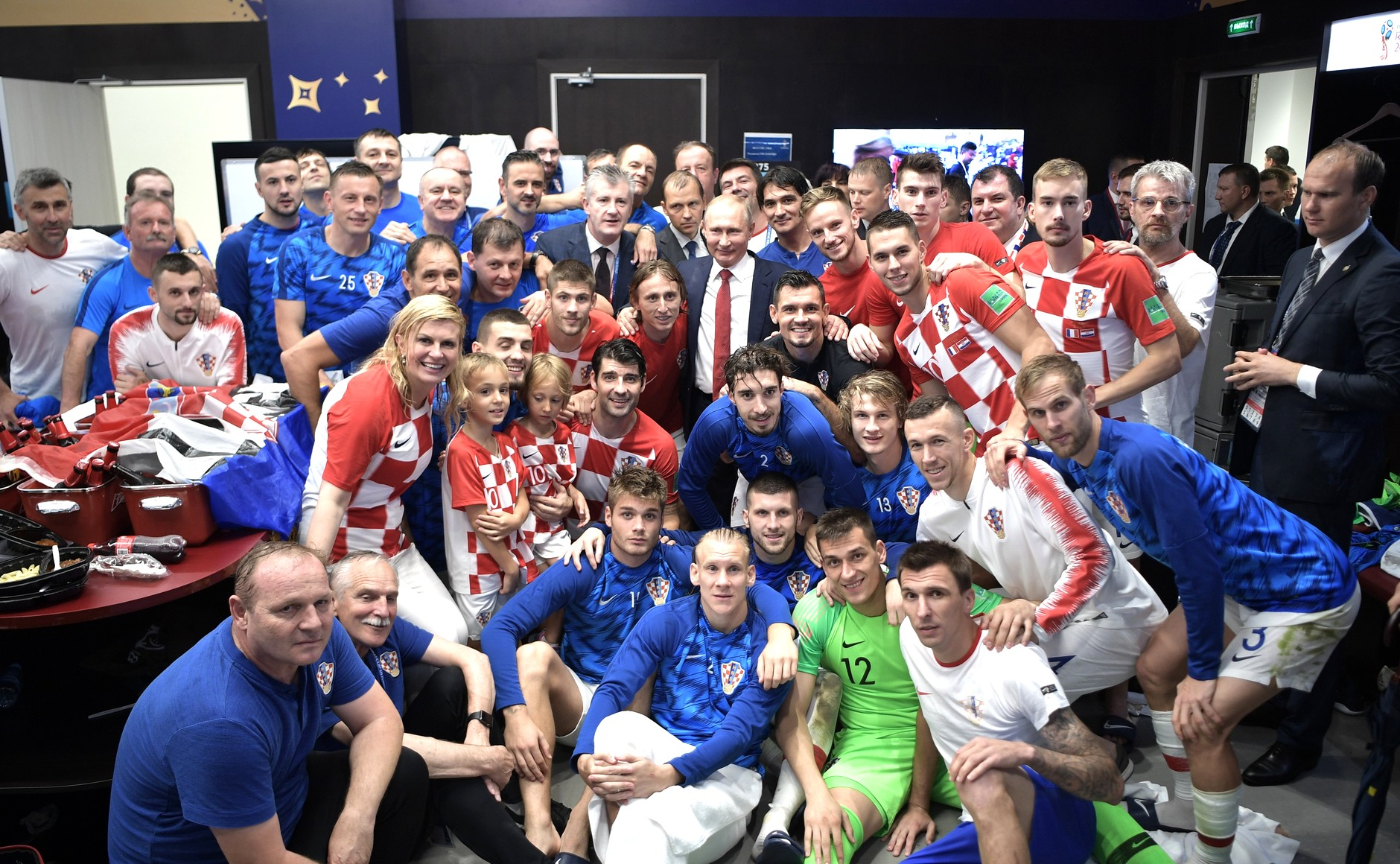
Игроки сборной Хорватии по футболу после финала со сборной Франции на ЧМ-2018 в России

Накануне чемпионата мира по футболу 2018 года в России они выпускают на тот момент свой самый успешный сингл «Igraj moja Hrvatska». После того, как хорватская сборная выиграла серебряную медаль первенства, 16 июля 2018 года город Загреб организовал на площади Бана Йосипа Елачича собравшее 100 000 человек грандиозное огненное шоу приветствия и чествования национальной команды, Zaprešić Boys стали единственными исполнителями на этом торжестве. Были исполнены их лучшие песни, такие как «Srce vatreno» («Пламенное сердце»), «Samo je jedno» («Только вместе»), «Neopisivo» («Неописуемо») i «Igraj moja Hrvatska» («Играй моя Хорватия»).
Три месяца спустя 26 ноября также на центральной площади Загреба состоялось чествование сборной Хорватии по теннису, которая во второй раз в истории стала обладателем Кубка Дэвиса. Её приветствовали ребята из группы Zaprešić Boys.
Помимо выступления на родине, группу приглашали на небольшие локальные тожества в соседней Боснии и Герцеговине (Мостар).
Начиная с 2018 года, группа начала гастролировать в дальнем зарубежье. В США, Канаде,Австралии прошли выступления перед многочисленной хорватской диаспорой этих стран
.

### Социальная проблематика
Zaprešić Boys — это, прежде всего, фанаты с более чем 20-летним стажем на трибунах Европы и Хорватии. Даже сегодня мы являемся активными сторонниками «Динамо» и боремся за то, чтобы вернуть «Динамо» его народу, его сторонникам и перестать быть заложниками одной семьи и её интересов.
Zaprešić Boysi su prije svega navijači sa stažem od preko 20 godina na tribinama širom Europe i Hrvatske. I danas smo aktivni navijači Dinama i zagovarači struje koja se bori da se Dinamo vrati ljudima, svojim navijačima i prestane biti talac jedne obitelji i njenih interesa.
Однажды приравняв любовь к хорватской футбольной сборной к любви к стране, группа не могла обойти стороной беспокоящие родную страну проблемы. Подобно другим хорватским исполнителям, таким, например, как Мирослав Шкоро, группа со второй половины 2010 годов включает в своё творчество песни с острой социальной тематикой. 
Так, один из синглов 2018 года — «Moja» («Моя») — поднимает проблему массовой эмиграции (из-за неудовлетворительной экономической ситуацией) хорватов за рубеж, которую участники считают главной проблемой в стране. Эта песня является заключительной частью трилогии на ту же тему, что и песни «Sada odlazim» («Сейчас я уезжаю») 2016 года и «Bez tebe» («Без тебя») 2017 года.

### Влияние и значение
За все прошедшие годы Zaprešić Boys стали популяризаторами национальной футбольной сборной и Хорватии в целом наряду с отличительной «шашечной» экипировкой команды и болельщиков. Результатом этого явилось присуждение коллективу награды города Запрешич за популяризацию страны за рубежом.
Во время ЧМ-2018 года в России сразу после финального свистка, ознаменовавшего победу Хорватии в 1/8 финала над сборной Дании в Нижнем Новгороде, на одноимённом стадионе зазвучал сингл «Srce vatreno». Эта и другие песни группы служили музыкальным сопровождением в кафе Ростова-на-Дону и Москвы, в которых болельщики отмечали очередную победу сборной и её дальнейшее прохождение в чемпионате.
Успех коллектива целиком связан с успехом национальной футбольной сборной, и это обусловленность носит синергетический эффект.

## Признания и награды
| Год  | Награда                                                                            | Категория                                                         |
| ---- | ---------------------------------------------------------------------------------- | ----------------------------------------------------------------- |
| 2018 | Городской совет г. Запрешич                                                        | За продвижение города и страны за рубежом                         |
| 2018 | «Мью́зик Паб» (англ. «Music pub») Златко Туркаля (хорв. «Zlatko Turkalj») на HRT 2  | Лучший песенный хит года («Igraj moja Hrvatska»)                  |
| 2018 | «Цеса́рица» (хорв. «Cesarica»)                                                      | Лучший хит сентября и Лучший поп-хит года («Igraj moja Hrvatska») |
| 2018 | «Зла́тни Сту́дио» (хорв. «Zlatni Studio») газеты Ю́тарни Лист (хорв. «Jutarnji list») | «Группа года» года                                                |

## Состав
| Официальные участники - Ма́рко Но́восел (хорв. Marko Novosel) — автор стихов, вокал - И́ван Но́восел (хорв. Ivan Novosel) — вокал - Бо́ян Ша́ламон «Ша́лла» (хорв. Bojan Šalamon «Shalla») — автор музыки, вокал, продюсирование, аранжировка, рэп - Са́ша Пле́ше (хорв. Saša Pleše) — вокал - Зде́слав Кла́рич (хорв. Zdeslav Klarić) — автор музыки, аранжировка, клавишные Marko Novosel работает в фирме в Загребе. Ivan Novosel, его брат, — торговый представитель в хорватском офисе транснациональной компании. Bojan Šalamon работает музыкальным продюсером. Saša Pleše — служащий хорватских вооружённых сил. Таким образом, долгое время среди них только Bojan Šalamon в своей профессиональной деятельности был связан с шоу-бизнесом. Zdeslav Klarić до 2018 года выступал в качестве приглашённого музыканта, после чего стал указываться в основном составе. | Приглашённые музыканты - А́нте Пе́цотич (хорв. Ante Pecotić) Последние годы группа плотно сотрудничает с Анте Пецотичем, который участвует, как в написании песен группы («Igraj moja Hrvatska»), так и в её концертах (электрогитара), хотя официально не является участником проекта. Бывшие участники - До́миник Бирт (хорв. Dominik Birt) (2005—2016) — вокал. |

## Дискография

### Синглы
| Год  | Название                | Коллаборация        | Лейбл                  |
| ---- | ----------------------- | ------------------- | ---------------------- |
| 2005 | Boja mojih vena         | Connect             | Rubikon Sound Factory  |
| 2006 | Srce vatreno            | Nered (Marko Lasić) | Rubikon Sound Factory  |
| 2008 | Samo je jedno           | Connect             | Rubikon Sound Factory  |
| 2008 | Arena paklena           | Nered (Marko Lasić) | Rubikon Sound Factory  |
| 2008 | Igraj samo              | Nered (Marko Lasić) | Rubikon Sound Factory  |
| 2008 | Iznad Alpa              | Nered (Marko Lasić) | Rubikon Sound Factory  |
| 2008 | Vatreni pogled          | Nered (Marko Lasić) | Rubikon Sound Factory  |
| 2009 | Molitva i zakletva      | Shorty              | Rubikon Sound Factory  |
| 2009 | Duša moga grada         |                     | Rubikon Sound Factory  |
| 2011 | Božićna                 | Nered (Marko Lasić) | Rubikon Sound Factory  |
| 2012 | U porazu i pobjedi      |                     | Rubikon Sound Factory  |
| 2013 | Opijen tribinama        |                     | Rubikon Sound Factory  |
| 2014 | Neopisivo               |                     | Rubikon Sound Factory  |
| 2015 | Moj Dinamo              |                     | Rubikon Sound Factory  |
| 2016 | Pratim put              |                     | Rubikon Sound Factory  |
| 2016 | Sada odlazim            |                     | Rubikon Sound Factory  |
| 2017 | Bez tebe                |                     | Rubikon Sound Factory  |
| 2018 | Igraj moja Hrvatska     |                     | Rubikon Sound Factory  |
| 2018 | Dok srce kuca, Podravka | Nered (Marko Lasić) | Rubikon Sound Factory  |
| 2018 | Moja                    |                     | Rubikon Sound Factory  |
| 2019 | Za ekipu                |                     | Rubikon Sound Factory. |

### Видеоклипы
| Год  | Название            | Коллаборация        |
| ---- | ------------------- | ------------------- |
| 2006 | Boja mojih vena     | Connect             |
| 2006 | Srce vatreno        | Nered (Marko Lasić) |
| 2008 | Samo je jedno       | Connect             |
| 2008 | Igraj samo          | Nered (Marko Lasić) |
| 2008 | Vatreni pogled      | Nered (Marko Lasić) |
| 2009 | Arena paklena       | Nered (Marko Lasić) |
| 2012 | U porazu i pobjedi  |                     |
| 2013 | Opijen tribinama    |                     |
| 2014 | Neopisivo           |                     |
| 2016 | Pratim put          |                     |
| 2018 | Igraj moja Hrvatska |                     |
| 2018 | Tako se voli'       | 11 исполнителей     |
| 2018 | Moja                |                     |
| 2019 | Za ekipu            |                     |

## Интересный факт
Релиз всех собственных (без коллабораций) песен, выходящих в годы проведения крупных футбольных первенств (европейских или мировых) и приуроченных к ним, начиная с 2012 года, приходится на май, то есть за месяц до старта этих соревнований (июнь)..